# San Giustino
Pour les articles homonymes, voir San Giustino (homonymie).
San Giustino est une commune de la province de Pérouse, dans la région Ombrie, en Italie.

## Géographie
La ville est située dans la haute Valtiberina, à la limite nord de l'Ombrie, à la frontière de la Toscane et des Marches.

## Histoire
Appelée autrefois Melisciano et Castrum à l'époque romaine, son nom actuel provient d'un soldat romain martyrisé sous l'empereur Dioclétien en l'an 303 parce qu'il était chrétien. 
Ancienne ville ombrienne à forte densité de population, située entre les deux entités de Sansepolcro et Città di Castello, sa position stratégique représentait un danger constant pour son autonomie. Elle devint progressivement poste avancé de Città di Castello par l'implantation d'une forteresse qui est devenue plus tard la demeure de riches propriétairaires terriens, les Bufalini qui la  transformèrent en château (Castello Bufalini).
La ville fut libérée par Manfredo Fanti en 1860 et annexée au royaume d'Italie.

## Économie

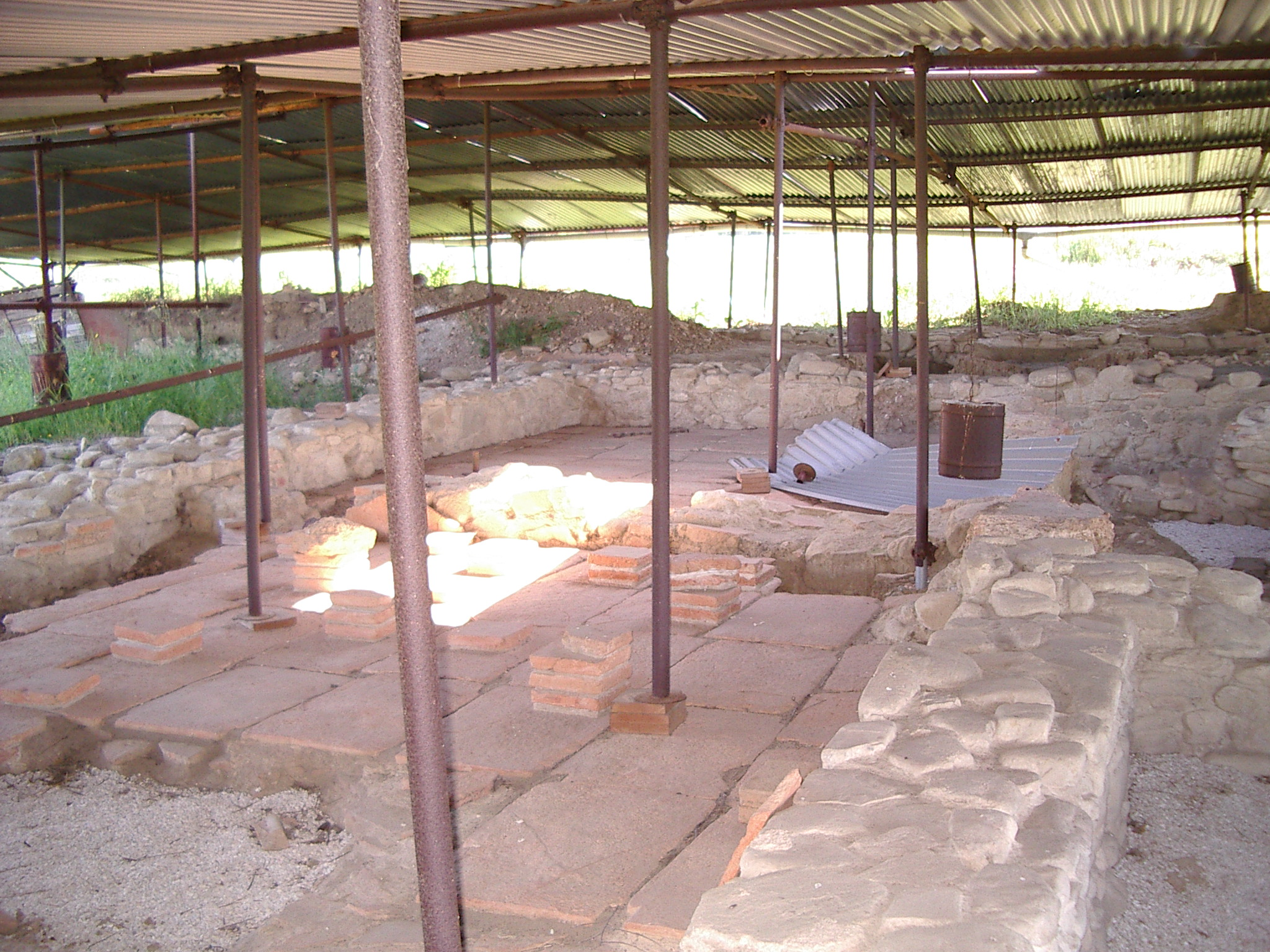
Fouilles de Colle Plinio.

- Cultures agricoles et du tabac.
- Vin, truffes, champignons.
- Produits cosmétiques.

## Culture
- Le site archéologique de Colle Plinio (« Villa di Plinio in Tuscis »)[2].
- Le Musée du tabac.
- La Chiesa del Santissimo Crocifisso, contient des fresques et stucs des frères Della Robbia.
- Le Castello Bufalini, un petit château médiéval remanié par Vasari. Il est entouré par des jardins à l'italienne avec labyrinthe. Il contient une collection de peintures :
  - des fresques de Cristofano Gherardi ;
  - deux Madones, l'une attribuée à Luca Signorelli, l'autre à Andrea del Sarto ;
  - des œuvres de Guido Reni et du Pinturicchio.
- Cospaia, un lambeau de terrain de 700 m de large qui a obtenu son indépendance de façon fortuite en 1440 : le pape Eugène IV, impliqué dans la lutte avec le Conseil de Bâle, vend des territoires à la république de Florence. Par erreur, une petite bande de terre est passée sous silence dans le traité de vente, et ses habitants se déclarent indépendants. Sur son territoire, en 1575, est cultivé le premier tabac d'Italie à partir de la semence ramenée d'Espagne par l'abbé Niccolò Tornabuoni (it). Cospaia dégénère en un simple État de bandits et contrebandiers. De fait, la Toscane et les États pontificaux décident de mettre fin à « la plus petite république du monde » en 1826.

## Événement commémoratif
- Fête patronale de San Giustino le 1er juin.

## Fêtes, foires
- Fête de Melisciano (juin).
- Routes de la truffe (juin).
- Corpus Christi, décorations florales (juin).

## Administration
| Période                                  | Période  | Identité     | Étiquette       | Qualité |
| ---------------------------------------- | -------- | ------------ | --------------- | ------- |
| 13 juin 2004                             | En cours | Fabio Buschi | Centro-Sinistra |         |
| Les données manquantes sont à compléter. |          |              |                 |         |

### Hameaux
Celalba, Cospaia, Selci-Lama, Uselle-Renzetti, Parnacciano.

### Communes limitrophes
Borgo Pace, Citerna, Città di Castello, Mercatello sul Metauro, Sansepolcro.

### Évolution démographique

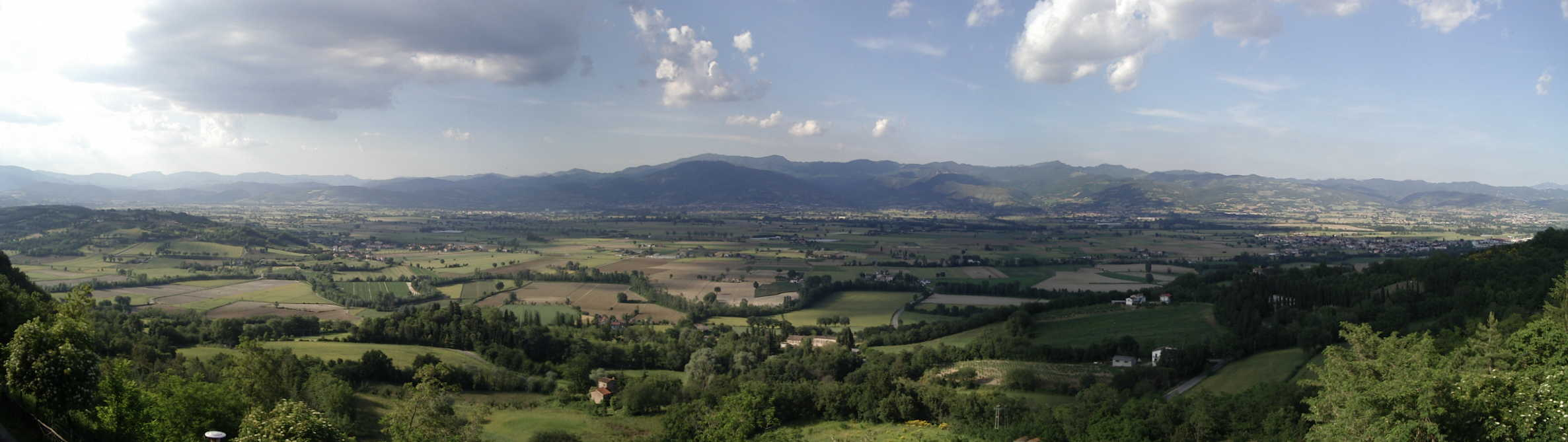
Panorama Valtiberina.

Habitants recensés

## Jumelages
- Carros (France) depuis 2002.

## Sport
- Ombrie Volley.